# Beaux Arts Trio
Pour les articles homonymes, voir Beaux-arts.
Le Beaux Arts Trio est un trio avec piano américain réputé, actif entre 1955 et 2008.

## Historique
Le Beaux Arts Trio débute le 13 juillet 1955 au festival de Berkshire, actuellement connu sous le nom de Centre de musique de Tanglewood (en). Tout au long de son existence, sa cohésion a été assurée par son fondateur, le pianiste Menahem Pressler. Les membres d'origine étaient, en 1955 :
- piano : Menahem Pressler
- violon : Daniel Guilet
- violoncelle : Bernard Greenhouse

Son effectif a changé plusieurs fois, les membres les plus récents étant :
- violon : Isidore Cohen (en) (précédemment deuxième violon du Quatuor Juilliard) (1968~), Ida Kavafian (1992~), Yung Uck Kim (1998~), Daniel Hope (2002-2008)
- violoncelle : Peter Wiley (qui rejoint le Quatuor Guarneri au départ à la retraite de David Soyer) (1987~), Antônio Meneses (1998-2008)

Le dernier concert aux États-Unis du Beaux Arts Trio a eu lieu à Tanglewood en août 2008 et son concert final à Lucerne le 6 septembre 2008. Le 23 août 2009, toutefois, le trio a donné un concert d'adieu au Festival Mendelssohn de Leipzig. Le trio fut une référence de premier plan dans le monde entier durant son existence de plus de cinquante ans, en particulier dans les répertoires classique et romantique.

## Discographie
Le Beaux Arts Trio a enregistré tout le répertoire classique pour trio avec piano.
- Ludwig van Beethoven :
  - trio avec piano n° 1 en mi bémol majeur Op. 1/1,
  - trio avec piano n° 2 en sol majeur Op. 1/2,
  - trio en si bémol majeur (Allegretto) WoO 39,
  - trio avec piano n° 3 en do majeur Op. 1/3,
  - trio avec piano n° 6 en mi bémol majeur Op. 70/2,
  - trio en mi bémol majeur (Quatorze Variations sur un thème original) Op. 44,
  - trio avec piano n° 7 en si bémol majeur (Trio à l'Archiduc) Op. 97,
  - trio en mi bémol majeur WoO 38,
  - trio en sol majeur (Variations Kakadu) Op. 121a,
  - trio pour piano, clarinette (ou violon) et violoncelle en mi bémol majeur (arrangement du septuor Op. 20) Op. 38,
  - trio avec piano en ré majeur (Trio des Esprits) Op. 70/1,
  - trio avec piano en ré majeur (transcription de la Symphonie n° 2) Op. 36,
  - trio en mi bémol majeur (Allegretto) Hess 48,
  - trio pour clarinette (ou violon), violoncelle et piano n° 4 en si bémol majeur (Gassenhauer) Op. 11.

Tous les trios de Beethoven : Philips
- Dmitri Chostakovitch : trios avec piano n° 1 en do mineur, n° 2 en mi mineur, Sept romances sur des vers d'Alexandre Blok, Joan Rodgers, soprano, Warner Classics
- Antonín Dvořák : trios avec piano, Philips Classics :
  - n° 1 en si bémol majeur B. 51 (Op. 21),
  - n° 2 en sol mineur B. 56 (Op. 26),
  - n° 3 en fa mineur B. 130 (Op. 65) (ou Op. 64)
  - n° 4 en mi mineur (Dumky) B. 166 (Op. 90) ;
- Joseph Haydn : trios avec piano H. XV, Philips Classics
- Wolfgang Amadeus Mozart :
  - trio n° 1 en si bémol majeur pour piano et cordes K. 254,
  - trio n° 2 en sol majeur pour piano et cordes K. 496 (en fait trio n° 3),
  - trio n° 3 en si bémol majeur pour piano et cordes K. 502 (en fait trio n° 4),
  - trio n° 4 en mi majeur pour piano et cordes K. 542 (en fait trio n° 5),
  - trio n° 5 en do majeur pour piano et cordes K. 548 (en fait trio n° 6),
  - trio n° 6 en sol majeur pour piano et cordes K. 564 (en fait trio n° 7).

Tous les trios de Mozart: Philips Classics (à l'exception du trio n° 1 bis (en fait n° 2) K. 442 uniquement à l'état de fragment)
- Johann Nepomuk Hummel : Trios piano, violin and cello No 1 in E flat major op.12, No 4 in G major op 65, No 7 in E flat major op 96 and No 3 in G major op 35. Menahem Pressler, Ida Kavafian, Peter Wiley. Complete Philips recordings (Trios) cd No 31.
- Franz Schubert : trios avec piano en si bémol majeur D. 898 (Op. 99), n° 2 en mi bémol majeur D. 929 (Op. 100), en si bémol majeur (Sonatensatz) D. 28, en mi bémol majeur (Nocturne, adagio) D. 897 (Op. posthume 148), Philips Classics
- Johannes Brahms : Intégrale des trios, Philips Classics
- Maurice Ravel : Trio en la mineur M. 67, Philips Classics
- Gabriel Fauré : Trio pour piano, violon et violoncelle (Fauré), Philips Classics